# Zakrzewo Wielkie (powiat ciechanowski)
Zakrzewo Wielkie – wieś sołecka w Polsce położona w województwie mazowieckim, w powiecie ciechanowskim, w gminie Grudusk.
| SIMC    | Nazwa         | Rodzaj    |
| ------- | ------------- | --------- |
| 0115849 | Zakrzewo Małe | część wsi |

W latach 1975–1998 miejscowość należała administracyjnie do województwa ciechanowskiego.